# Библиотека Гомельского государственного технического университета имени П. О. Сухого
Библиотека Гомельского государственного технического университета им. П. О. Сухого (бел. Бібліятэка Гомельскага дзяржаўнага тэхнічнага ўніверсітэта імя П. В. Сухога), официальное название — Библиотека учреждения образования «Гомельский государственный технический университет им. П. О. Сухого») — вузовская библиотека Республики Беларусь. Расположена в трёх учебных корпусах, в Гомеле и имеет площадь 1448 м2.

## История
Организована 26 ноября 1969 года и вместе с университетом прошла путь становления и развития.
- с 26 ноября 1969 — Булыгина Ангелина Иосифовна
- с 21 сентября 1977 — Плотникова Беата Васильевна
- с 8 июля 1982  — Лобанова Валентина Васильевна
- с 5 апреля 2011 — Дзирко Валентина Ильинична

Функционирует электронная библиотека, обеспечивающая доступ к полнотекстовым документам. В библиотеке действует автоматизированная библиотечная информационная система «ALIS-WEB». Электронный каталог (составляют 173 тыс. единиц библиографических записей) ведется с 1994 года.

## Структура библиотеки
Структура библиотеки включает 3 абонемента, 3 читальных зала, 2 электронных читальных зала, отдел комплектования и обработки документов, отдел справочно-библиографической и информационной работы. К услугам пользователей 319 посадочных мест, 23 из которых оборудованы персональными компьютерами с доступом в Интернет. В трех читальных залах доступен бесплатный wi-fi.
Фонд библиотеки насчитывает более 500 тысяч экземпляров.
Ежегодно библиотека обслуживает более 12 тыс. пользователей.

### ЭК включает
- БД «Каталог» — книги, брошюры, документы на электронных носителях;
- БД «Издания ГГТУ» — библиографические записи на методические указания, авторефераты, диссертации, отчеты о НИР, ЭУМКД;
- БД «Периодика» — перечень наименований газет и журналов;
- БД «Статьи» — аналитическое описание на периодические издания и сборники.